# Cailhau
Cailhau é uma comuna francesa na região administrativa de Occitânia, no departamento de Aude. Estende-se por uma área de 9,76 km². Em 2010 a comuna tinha 269 habitantes (densidade: 27,6 hab./km²).